# Clé: Levanter
Clé: Levanter (estilizado como Clé : LEVANTER) es el sexto extended play (EP) del grupo surcoreano Stray Kids. Fue lanzado el 9 de diciembre de 2019 por JYP Entertainment y distribuido a través de Dreamus. El EP contiene tres sencillos. El sencillo principal, "Double Knot", fue lanzado el 9 de octubre de 2019 seguido por "Astronaut" el 14 de noviembre y finalmente el title track "Levanter", lanzado el mismo día que el extended play.
El EP estaba originalmente programado para ser lanzado el 25 de noviembre de 2019, pero se retrasó hasta el 9 de diciembre de 2019 debido a la salida del exmiembro Woojin el 27 de octubre de 2019. La partida de Woojin resultó en que el grupo tuviera que regrabar las canciones.

## Antecedentes
A mitades de octubre, siguiendo el éxito del sencillo principal "Double Knot", JYP Entertainment anunció que Stray Kids llevaría a cabo un showcase en Olympic Hall del 23 al 24 de noviembre, seguido por el lanzamiento del próximo EP Clé: Levanter el 25 de noviembre.
Debido al anunciamiento de la partida de Woojin el 27 de octubre, la fecha de lanzamiento fue retrasada hasta diciembre.

## Recepción Comercial
Clé: Levanter fue exitoso en cuanto a ventas, debutando en la cima del Gaon Album Chart y encabezando la lista por dos semanas consecutivas. El EP se volvió el segundo álbum más vendido en la edición de diciembre del Gaon Monthly Album Chart con 182,300 copias vendidas. El EP también se ubicó en el puesto 30 del Gaon Year-End Album Chart de 2019, volviéndose el álbum más vendido del grupo en 2019.

## Lista de canciones
Créditos sacados de Melon
Clé : LEVANTER — EP digital

| N.º   | Título            | Música                                                | Escritor(es)        | Arreglo                     | Duración |  |
| 1.    | «Stop»            | 3Racha, Matthew Tishler, Andrew Underberg, Crash Cove | 3Racha              | Matthew Tishler, Crash Cove | 3:10     |  |
| 2.    | «Double Knot»     | 3Racha, Nick Furlong, DallasK                         | 3Racha              | DallasK, 3Racha             | 3:10     |  |
| 3.    | «Levanter» (바람) | 3Racha, Hong Ji-sang                                  | 3Racha, Herz Analog | Hong Ji-sang                | 3:16     |  |
| 4.    | «Booster»         | Christian Fast, Henrik Nordenback, Albin Nordqvist    | 3Racha              | Henrik Nordenback           | 3:41     |  |
| 5.    | «Astronaut»       | Lorenzo Cosi, YK Koi                                  | 3Racha              | Lorenzo Cosi, YK Koi        | 2:59     |  |
| 6.    | «Sunshine»        | Han (3Racha), Nicholas Lee, Joshua Wei                | Han (3Racha)        | Nicholas Lee, Joshua Wei    | 3:42     |  |
| 7.    | «You Can Stay»    | 3Racha, Cook Classics                                 | 3Racha              | Cook Classics               | 3:28     |  |
| 23:15 |                   |                                                       |                     |                             |          |  |

Clé : LEVANTER — EP físico (bonus track)

| N.º   | Título       | Música     | Escritor(es) | Arreglo      | Duración |  |
| 8.    | «Mixtape #5» | Stray Kids | Stray Kids   | Edmmer, ALOM | 3:54     |  |
| 27:20 |              |            |              |              |          |  |